# Laurette Spoelman
Laurette P.M. Spoelman (Oldenzaal, 16 oktober 1964) is een Nederlands voormalig politica, die van 1998 tot 2002 voor de Partij van de Arbeid zitting had in de Tweede Kamer.
Spoelman was na een opleiding grafische vormgeving voorzitter van de CNV Jongeren en van 1995 t/m 1998 directeur van het COC, een belangenvereniging voor homoseksuelen.
Vanaf 1998 in de Tweede Kamer had ze met name belangstelling voor het gehandicaptenbeleid (Wet voorzieningen gehandicapten) en het volksgezondheidsbeleid. In 2002 keerde zij niet terug in de Kamer, en in 2003 ging ze aan de slag als directeur bij Frontoffice Inburgering tot ze in 2008 voor het ministerie van Justitie ging werken als projectleider.
- Parlement.com: vg09llk7n0ek